# Francis Jammes
Francis Jammes (Tournay, Alts Pirineus, 2 de desembre de 1868 - Hasparren, Pirineus Atlàntics, 1 de novembre de 1938) va ser un poeta, novel·lista, dramaturg i crític francès. Va passar la major part de la seva vida a les regions de Béarn i al País Basc francès, llocs que es van convertir en les principals fonts de la seva inspiració, que es caracteritza pel seu lirisme i per la seva exaltació de la vida rural. Alguns poemes afegeixen, a més a més, un fort contingut religiós a causa de la seva conversió al catolicisme.

## Joventut
Estudià en el liceu de Pau i després a Bordeus, on va demostrar ser un alumne molt mediocre. El 1886 li impressionà profundament el descobriment de la poesia de Charles Baudelaire. Després del seu fracàs acadèmic (havia obtingut un zero en l'assignatura de francès) i en plena crisi personal, començà a escriure els seus propis poemes i els envià a diferents revistes. La seva mare s'encarregà de publicar, a costa seva, els versos del seu fill (tots dos vivien junts en Orthez; el pare de Jammes havia mort el 1888). El 1889, va treballar com a meritori en una notaria del seu poble. Les seves primeres obres poètiques van cridar l'atenció de Mallarmé i de Gide.

## Dedicació a la poesia
El 1895 va orientar la seva carrera definitivament cap a la poesia i va començar a publicar en la revista Mercure de France. El 1896 va viatjar amb Gide a Algèria. El nom de Jammes es va posar d'actualitat en el panorama literari després de publicar el seu manifest «Le Jammisme».
El 1898, publica el seu primer llibre de poemes: De l'Angélus de l'aube à l'Angélus du soir. Va conèixer a Paul Claudel el 1900 i el 1901 va publicar Le Deuil des Primevères. Un desengany amorós li inspirà, als trenta-cinc anys, els poemes titulats Tristesses, publicats el 1906 en el llibre Clairières dans le ciel.

## Conversió al catolicisme

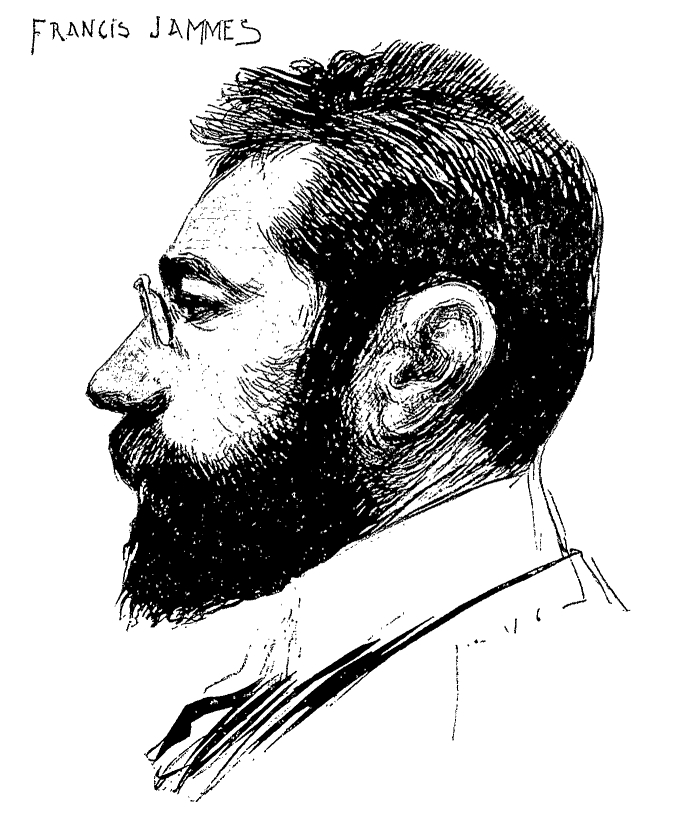
Francis Jammes, retrat de Jean Veber.

El 1905 es va produir la seva conversió al catolicisme (en realitat, la seva tornada a una pràctica religiosa molt exigent). En la seva poesia s'accentuen els continguts religiosos.
A l'octubre de 1907 es compromet a Lorda amb una admiradora seva, Geneviève Goedorp, amb la qual es casarà en Bucy-li-Long. El poeta s'instal·larà a la regió d'Aisne després del seu matrimoni, que va tenir com a fruit set fills (el primogènit es dirà Paul, en honor de Claudel i la segona Bernadette, en referència a santa Bernadette de Lorda). El 1912 es va publicar el seu llibre Géorgiques chrétiennes. Encara que Jammes va continuar escrivint abundants poemes, obres en prosa i dramàtiques, mai va tornar a tenir en vida l'audiència ni el reconeixement de la seva producció anterior a la seva conversió.
En els cercles literaris parisencs se'l considerava un poeta provincià, que vivia apartat del món, tot i que va mantenir una copiosa correspondència amb importants autors com André Gide o Arthur Fontaine i al fet que viatjava sovint a la capital francesa, on va freqüentar algun saló literari, com el de la dona de Léon Daudet, on va causar una gran impressió a Marcel Proust. La seva obra La Brebis égarée va inspirar una òpera a Darius Milhaud. Jammes va ser candidat en diverses ocasions a formar part de l'Acadèmia Francesa, però mai no ho va aconseguir. Va morir a Hasparren el 1938.

## Obra

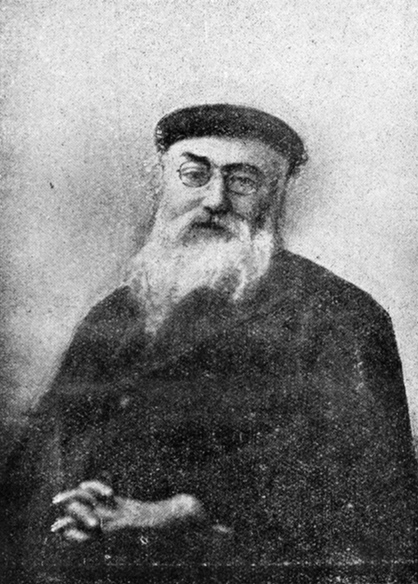
Francis Jammes cap al 1925.

### Poesia
- 1891: Six Sonnets[3]
- 1892: Vers,[3] also 1893 and 1894[4]
- 1895: Un jour[3]
- 1897: La Naissance du poète[3]
- 1898: Quatorze prières[3]
- 1898: De l'Angélus de l'aube à l'Angélus du soir[3]
- 1899: Le Poète et l'oiseau[3]
- 1899: La Jeune Fille nue[3]
- 1900-1901: Le Triomphe de la vie[3]
- 1901: Le Deuil des primevères[4]
- 1902-1906: Clairières dans le ciel[3]
- 1905: Tristesses[4]
- 1906: Clairières dans le Ciel[4]
- 1906: L'Eglise habillée de feuilles[3]
- 1906: Le Triomphe de la vie
- 1908: Poèmes mesurés[3]
- 1908: Rayons de miel, Paris: Bibliothèque de l'Occident[3]
- 1911-1912: Les Géorgiques chrétiennes, tres volums[3]
- 1913: Feuilles dans le vent[3]
- 1916: Cinq prières pour le temps de la guerre, Paris: Librairie de l'Art catholique[3]
- 1919: La Vierge et les sonnets, Paris: Mercure de France[3]
- 1921: Épitaphes, Paris: Librairie de l'Art catholic[3]
- 1921: Le Tombeau de Jean de la Fontaine, Paris: Mercure de France[3]
- 1922, 1923, 1924, 1925, Livres des quatrains[4]
- 1923: La Brebis égarée[3]
- 1923-1925 Les Quatrains, en 4 volumes[3]
- 1925: Brindilles pour rallumer la foi, Paris: Éditions Spes[3]
- 1926: Ma France poétique, Paris: Mercure de France[3]
- 1928: Diane[3]
- 1931: L'Arc-en-ciel des amours, Paris: Bloud et Gay[3]
- 1935: Alouette[4]
- 1935: De tout temps à jamais, Paris: Gallimard[3]
- 1936: Sources, Paris: Le Divan[3]
- 1943: Elégies et poésies diverses[3]
- 1946: La Grâce[3]

### Prosa
- 1899: Clara d'Ellébeuse; ou, L'Histoire d'une ancienne jeune fille[3]
- 1901: Almaïde d'Etremont; ou, L'Histoire d'une jeune fille passionée[3]
- 1903: Le Roman du lièvre[3]
- 1904: Pomme d'Anis; ou, L'Histoire d'une jeune fille infirme[3]
- 1906: Pensée des jardins[3]
- 1910: Ma fille Bernadette[3]
- 1916: Le Rosaire au soleil, Paris: Mercure de France[3]
- 1918: Monsieur le Curé d'Ozeron[3]
- 1919: Une vierge, Paris: Édouard-Joseph[3]
- 1919: Le Noël de mes enfants, Paris: Édouard-Joseph[3]
- 1919: La Rose à Marie, Paris: Édouard-Joseph[3]
- 1920: Le Poète rustique, Paris: Mercure de France[3]
- 1921: Le Bon Dieu chez les enfants[3]
- 1921: De l'âge divin à l'âge ingrat, tres volums de memòries seguits de L'Amour, les muses et la chasse, 1922; Les Caprices du poète, 1923[3]
- 1921: Le Livre de saint Joseph, Paris: Plon-Nourrit[3]
- 1922: Le Poète et l'inspiration, Nîmes, France: Gomès[3]
- 1923: Cloches pour deux mariages, Paris: Mercure de France[3]
- 1925: Les Robinsons basques[3]
- 1926: Trente-six femmes, Paris: Mercure de France[3]
- 1926: Basses-Pyrénées, Paris: Émile-Paul[3]
- 1927: Lavigerie[3]
- 1928: Janot-poète[3]
- 1928: Les Nuits qui me chantent[3]
- 1928: La Divine Douleur[3]
- 1930: Champétreries et méditations[3]
- 1930: Leçons poétiques, Paris: Mercure de France[3]
- 1932: L'Antigyde; ou, Elie de Nacre[3]
- 1934: Le Crucifix du poète, Paris: M. deHartoy[3]
- 1936: Le Pèlerin de Lourdes, Paris: Gallimard[3]
- 1938: La Légende de l'aile; ou, Marie-Elisabeth[3]
- 1941: Saint Louis; ou, L'Esprit de la Croisade, Paris: F. Sorlot[3]